# He Tried on Hand Cuffs
He Tried on Hand Cuffs è un cortometraggio muto del 1909. Il nome del regista non viene riportato nei credit del film.

## Produzione
Il film fu prodotto dalla Vitagraph Company of America.

## Distribuzione
Distribuito dalla Vitagraph Company of America, il film - un cortometraggio di 170 metri - uscì nelle sale cinematografiche statunitensi il 7 settembre 1909.
Nelle proiezioni, veniva programmato con il sistema dello split reel, accorpato in un'unica bobina con un altro cortometraggio prodotto dalla Vitagraph, The Fisherman; Or, Men Must Work and Women Must Weep.